# Maja Robert-Pesl
Maja Robert-Pesl (* 15. August 1919; † 27. Januar 2008 in Unterhaching; eigentlich Rosa Sophia Robert) war eine deutsche Mäzenin.
Gemeinsam mit ihrem Mann Rudolf Pesl (Ehrenbürger von Unterhaching seit 14. Dezember 2011) errichtete sie aus einem Teil ihres Vermögens, das Grundstücke und Wohnungen im Wert von mehreren Hundert Millionen Euro umfasste, 1990 in ihrem Wohnort Unterhaching die Pesl-Stiftung Unterhaching, mit der Kultur und Bildung sowie die Erholung Bedürftiger in der Münchener Vorortgemeinde gefördert werden sollten. Die von dem Ehepaar eingebrachte Pesl-Villa wurde zu einer kulturellen Begegnungsstätte.
Ein Jahr später gründeten beide die Pesl-Stiftung Bayern, mit der sie die in München angesiedelten Museen Alte und Neue Pinakothek sowie das Bayerische Nationalmuseum beim Ankauf von Kunstwerken unterstützten.
Im Oktober 2001 rief das Ehepaar die Pesl-Alzheimer-Stiftung ins Leben, deren Zweck die Förderung der Erforschung der Alzheimer-Krankheit und endogener psychischer Erkrankungen an der Psychiatrischen Klinik der Ludwig-Maximilians-Universität München ist.

## Auszeichnungen
- 1991: Bayerischer Verdienstorden
- 2002: Bundesverdienstkreuz I. Klasse